# Supermagazin

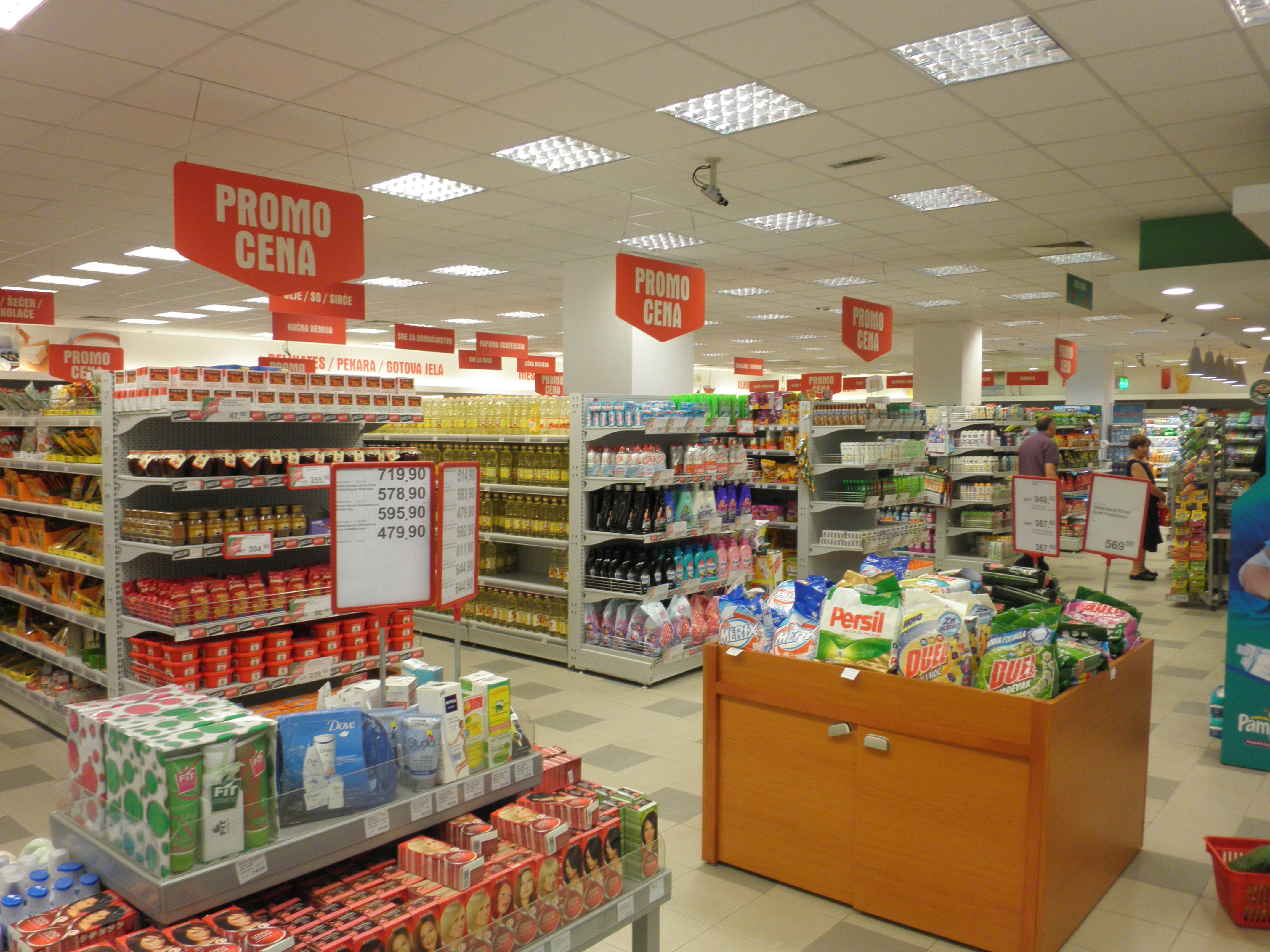
Interior dintr-un supermagazin sârbesc

Supermagazinul (adesea folosit și anglicismul supermarket) este un spațiu comercial urban unde se vând bunuri de consum în sistem de autoservire. Produsele comercializate în supermagazine au o largă diversitate, de la hrană și produse de folosință casnică, la haine și parfumuri. În multe cazuri supermagazinele fac parte din lanțuri (rețele) naționale sau internaționale. Supermagazinele în general oferă produse la preț convenabil și încearcă să obțină profit prin masa mare de produse vândute.

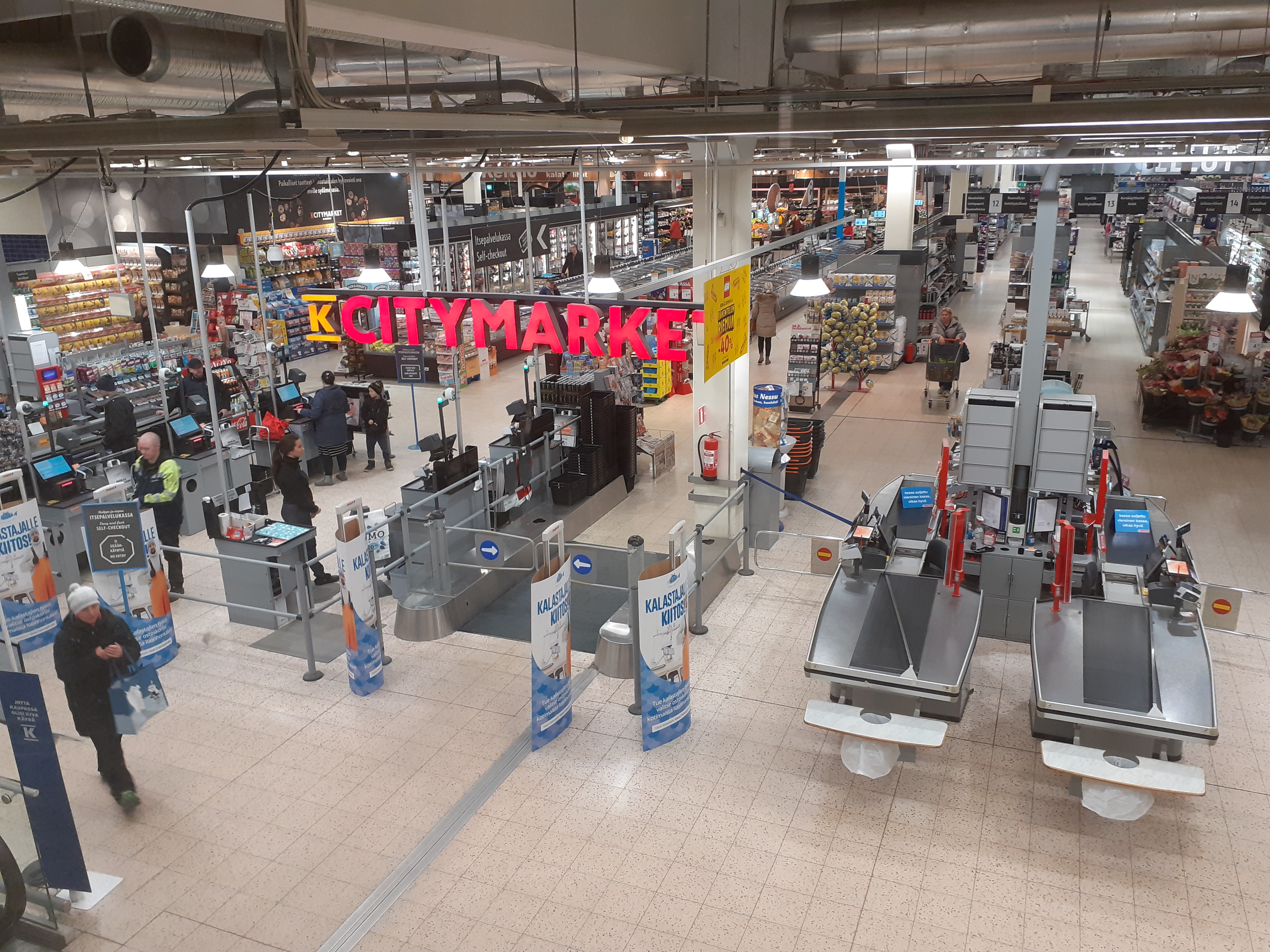
K-Citymarket în centrul comercial Viiri din Klaukkala, Finlanda

## Generalități
După mărime supermagazinele se pot clasifica în:
- de mărime mijlocie - între 500 și 1500 metri pătrați
- de mărime mare - între 1500 și 2500 metri pătrați

Supermagazinele dispun de coridoare între raioane, prin care clienții se pot deplasa cu cărucioare sau coșuri de cumpărare. 
Raioanele pot fi:

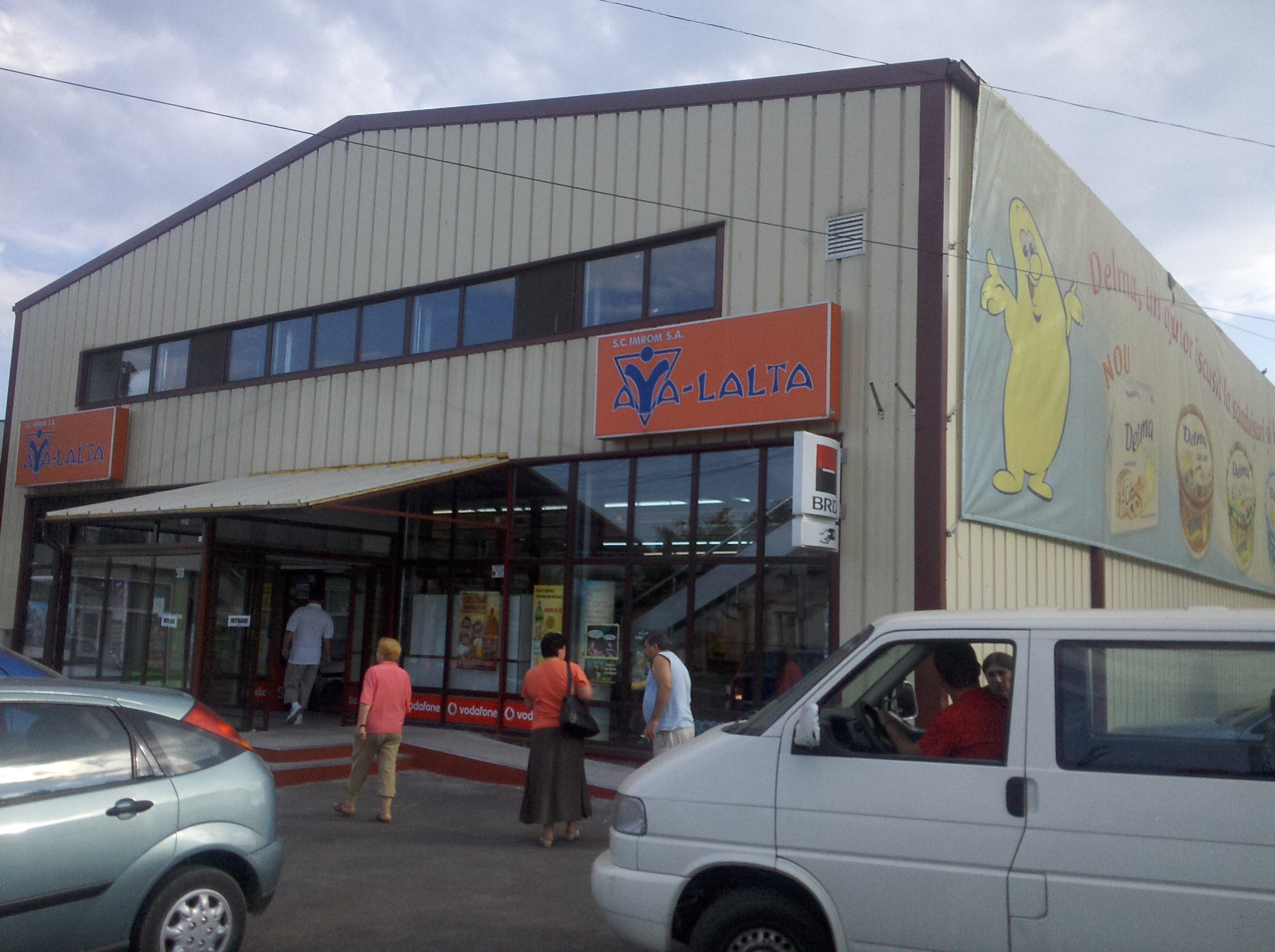
Intrarea unui supermagazin din România

- de produse alimentare păstrate la temperatura mediului înconjurător: dulciuri, făină, paste, conserve de carne și legume,
- de fructe și legume proaspete, acest raion în general se distinge din cauza formei de prezentare, aici regăsindu-se mai rar rafturile și răcitoarele, acestea fiind înlocuite de mese și coșuri (cutii deschise)
- de produse congelate, în acest raion găsindu-se produsele de carne, înghețată, pizza și plăcinte congelată, amestecuri de legume gata preparate, gheață.

- de produse alimentare păstrate la rece, aici se află vitrinele frigorifice și răcitoarele care păstrează produsele perisabile din carne, brânzeturi, prăjituri și unele băuturi răcoritoare sau apă.
- de băuturi răcoritoare, apă, ceaiuri gata preparate
- de băuturi alcoolice și cramă
- de produse tip bazar
- de produse de uz casnic, produse de curățenie, detergenți, chibrituri, hârtie igienică și șervețele, etc
- de produse de îngrijire corporală și parfumerii
- de haine în unele supermagazine mai mari
- de produse pentru nou-născuți

Plata se face la casă cu numerar sau carduri. Unele dintre supermagazine au card propriu în baza căruia cumpărătorul poate beneficia de oferte.
În general, supermagazinele sunt dotate cu parcări mari pentru înlesnirea accesului la magazin.

## Categorisirea în Germania
In Germania supermagazinele sunt clasificate în:

- Diskounter (ALDl, LIDL, PENNY, NETTO, NORMA), cu o suprafață mai mică și cu un sortiment permanent mai redus.

- Supermarkt (KAUFLAND, REWE, EDEKA), cu o suprafață mai mare și cu un bogat sortiment permanent.